# Pasargades
Pasargades (du grec ancien Πασαργαδών / Pasargadốn, sans doute du vieux-perse Batrakataš ; en persan پاسارگاد / pāsārgād) est une cité antique bâtie à 1 900 mètres d'altitude dans le Zagros et à 40 km de Persépolis, dans l'actuelle province du Fars en Iran. Ce fut la première capitale historique de l'Empire perse.

## Histoire

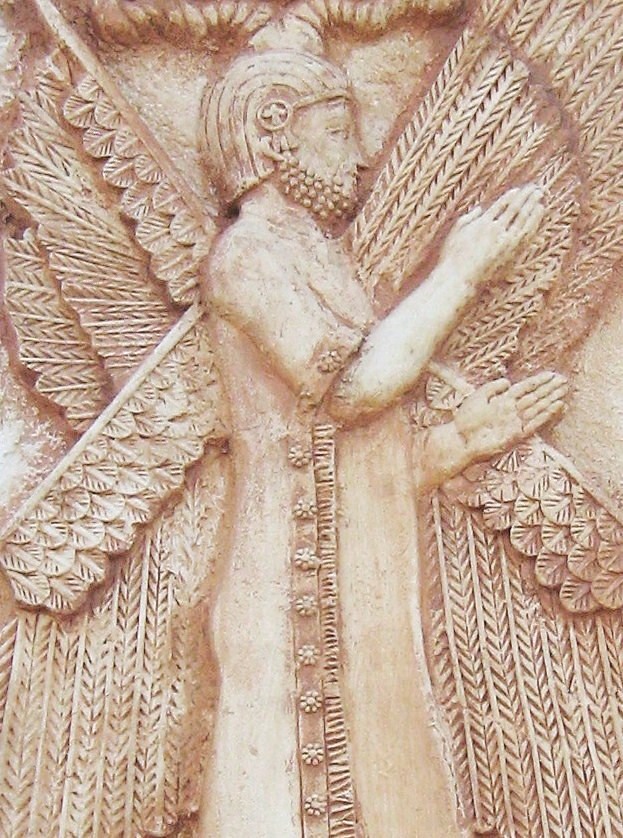
Figure ailée symbole de Cyrus II le Grand

Pasargades est bâtie par le roi achéménide Cyrus II. Selon l'auteur grec Strabon (XV, 3, 8) :

« La grande vénération de Cyrus pour Pasargades venait de ce qu'il avait livré sur l'emplacement de cette ville la dernière bataille dans laquelle Astyage le Mède avait été vaincu, bataille décisive qui avait transporté entre ses mains l'empire de l'Asie. C'était même pour consacrer à tout jamais le souvenir de cet événement qu'avait été fondé et bâti le palais de Pasargades. »

Cette interprétation semble douteuse : la bataille de Pasargades n'est pas la dernière de la guerre contre les Mèdes, et les indices archéologiques indiquent une fondation ultérieure de la ville, après la conquête de Sardes (vers 546 av. J.-C.). Pour Hérodote (I, 125), le choix du site s'explique plutôt parce que Pasargades est le berceau de l'une des trois tribus perses, celle dont est issu le clan des Achéménides.
Pasargades reste la capitale jusqu'au règne de Darius Ier qui déplace son siège à Persépolis.

## Site archéologique

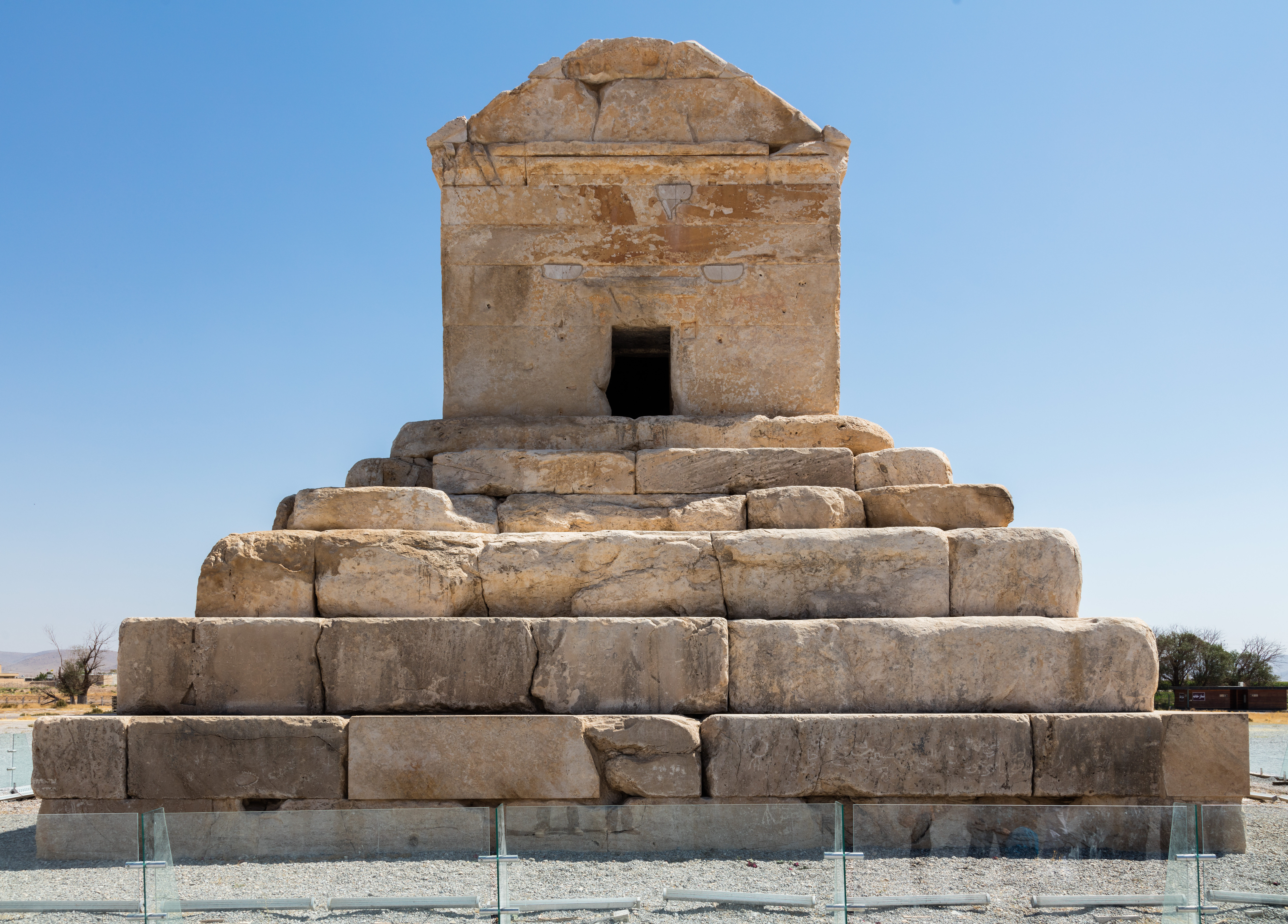
Tombeau de Cyrus le Grand.

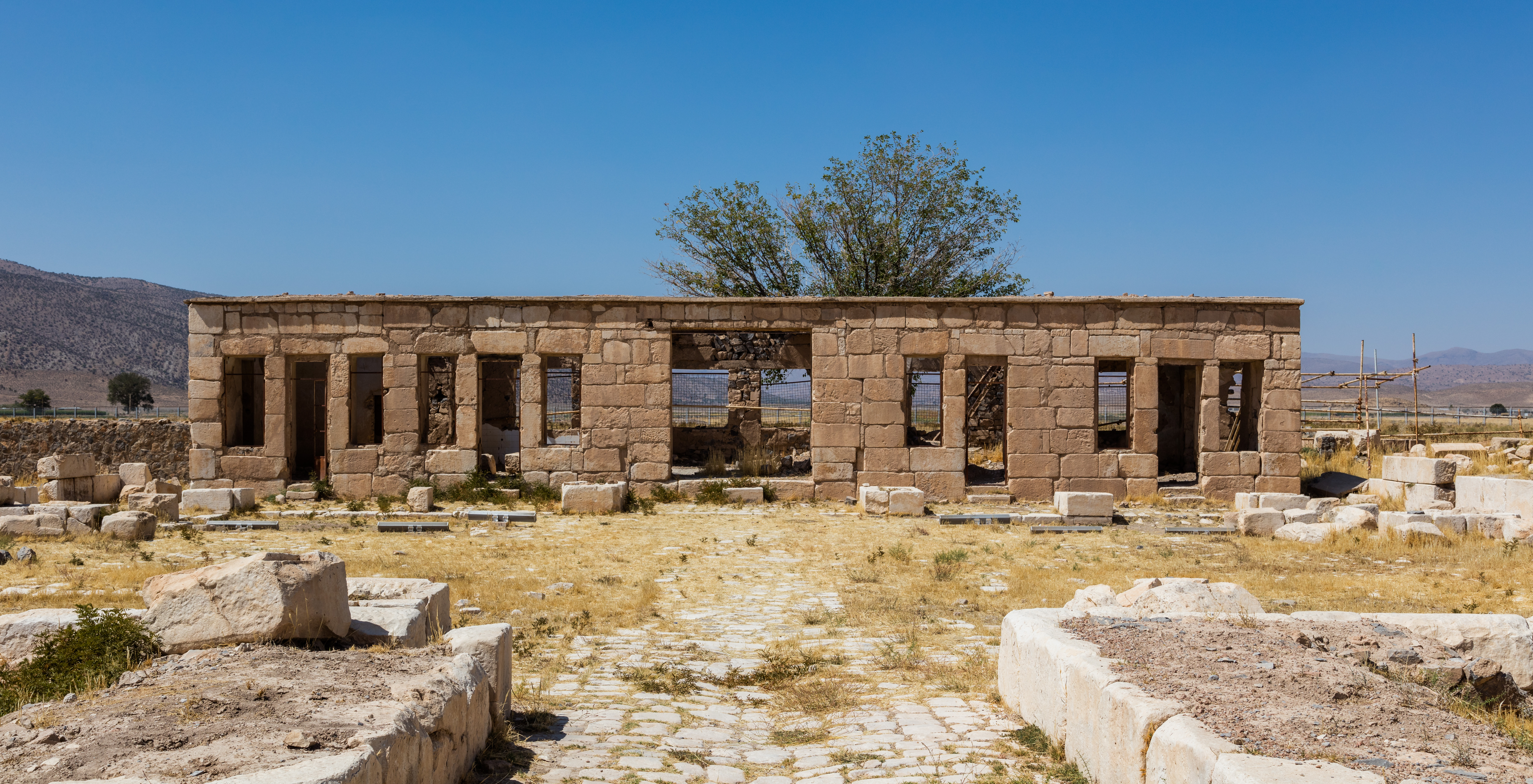
Caravansérail.

Le site archéologique couvre 1,6 km2, et inclut le mausolée de Cyrus II, la forteresse de Tall-e Takht et le Zendan-é Solaiman (« prison de Salomon »), un bâtiment dont la fonction reste discutée. Ont également été dégagées les ruines de deux palais royaux — le palais P, datant probablement du règne de Darius, et le palais S, bâti sous Cyrus. Enfin, le site contient un jardin royal et de nombreux autres jardins, les plus anciens représentants du concept de « paradis » perse (pairi-daeza).
Le monument le plus important de la cité est sans doute le tombeau de Cyrus le Grand, décrite de manière contradictoire par les auteurs anciens. La chambre funéraire, coiffée d'un toit à double pente, mesure 3,17 m de long, 2,11 m de large et 2,11 m de haut et possède deux entrées. Elle est érigée au sommet d'un podium à six degrés.
Quand Alexandre le Grand conquit et détruisit Persépolis, il visita la tombe de Cyrus. Il ordonna à l'un de ses compagnons, Aristobule, d'entrer dans le monument. Il y trouva un lit en or, une table montée avec des verres et des boissons, un cercueil en or et de nombreux bijoux et ornements sertis de pierres précieuses. Sur la tombe, on pouvait lire :

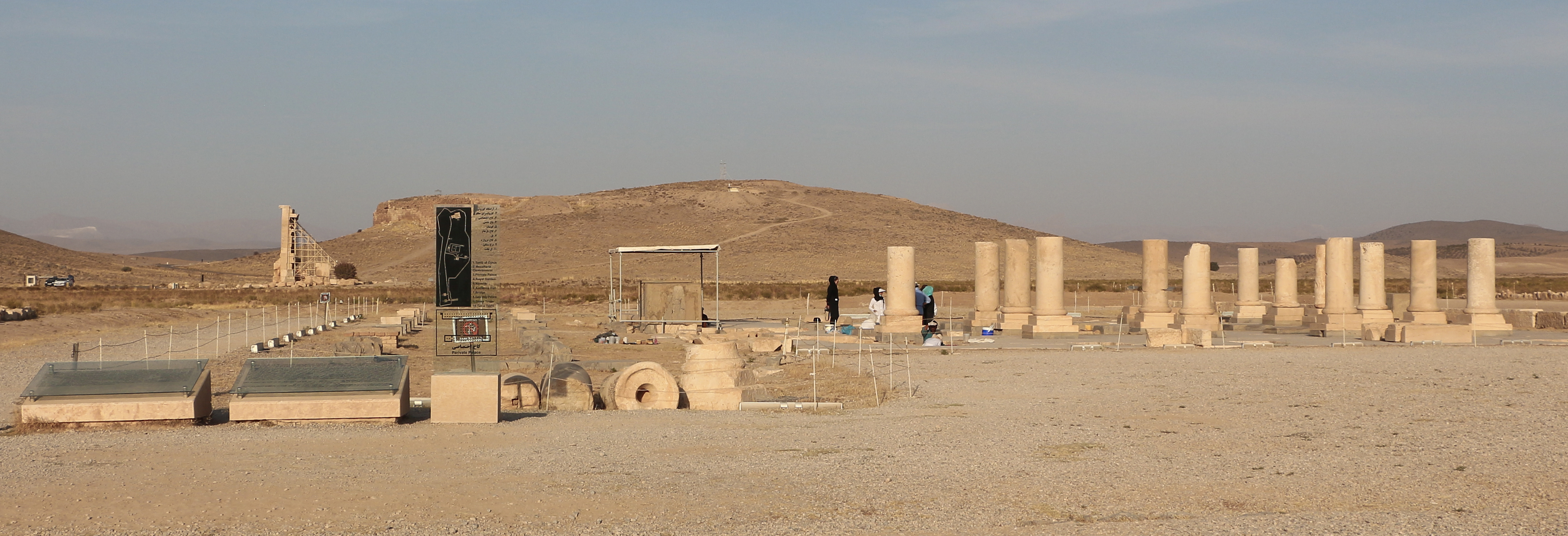
Le palais-résidence (palais P)

« Passant, Je suis Cyrus le Grand, J'ai donné aux Perses un Empire et J'ai régné sur l'Asie,

Alors ne jalouse pas ma tombe. »